# Richnava
Richnava (em alemão: Richenau; em húngaro: Rihnó) é um município da Eslováquia, situado no distrito de Gelnica, na região de Košice. Tem 6,97 km² de área e sua população em 2018 foi estimada em 3.040 habitantes.

## Demografia
| Ano:        | 1994 | 2004    | 2014    | 2024    |
| ----------- | ---- | ------- | ------- | ------- |
| Broj ljudi: | 1497 | 2055    | 2744    | 3528    |
| Razlika:    |      | +37,27% | +33,52% | +28,57% |

| Ano:               | 2023 | 2024   |
| ------------------ | ---- | ------ |
| Número de pessoas: | 3434 | 3528   |
| Diferença:         |      | +2,73% |